# Wester-Koggenland
 Wester-Koggenland est une ancienne commune dans la province de la Hollande-Septentrionale. La commune a existé de 1979 à 2007.
La commune a été créée le 1er janvier 1979 par la fusion des communes d'Avenhorn, Berkhout, Oudendijk et Ursem. Le 1er janvier 2007, la commune de Wester-Koggenland fusionne avec la commune d'Obdam pour former la nouvelle commune de Koggenland.